# Diego García Melgarejo

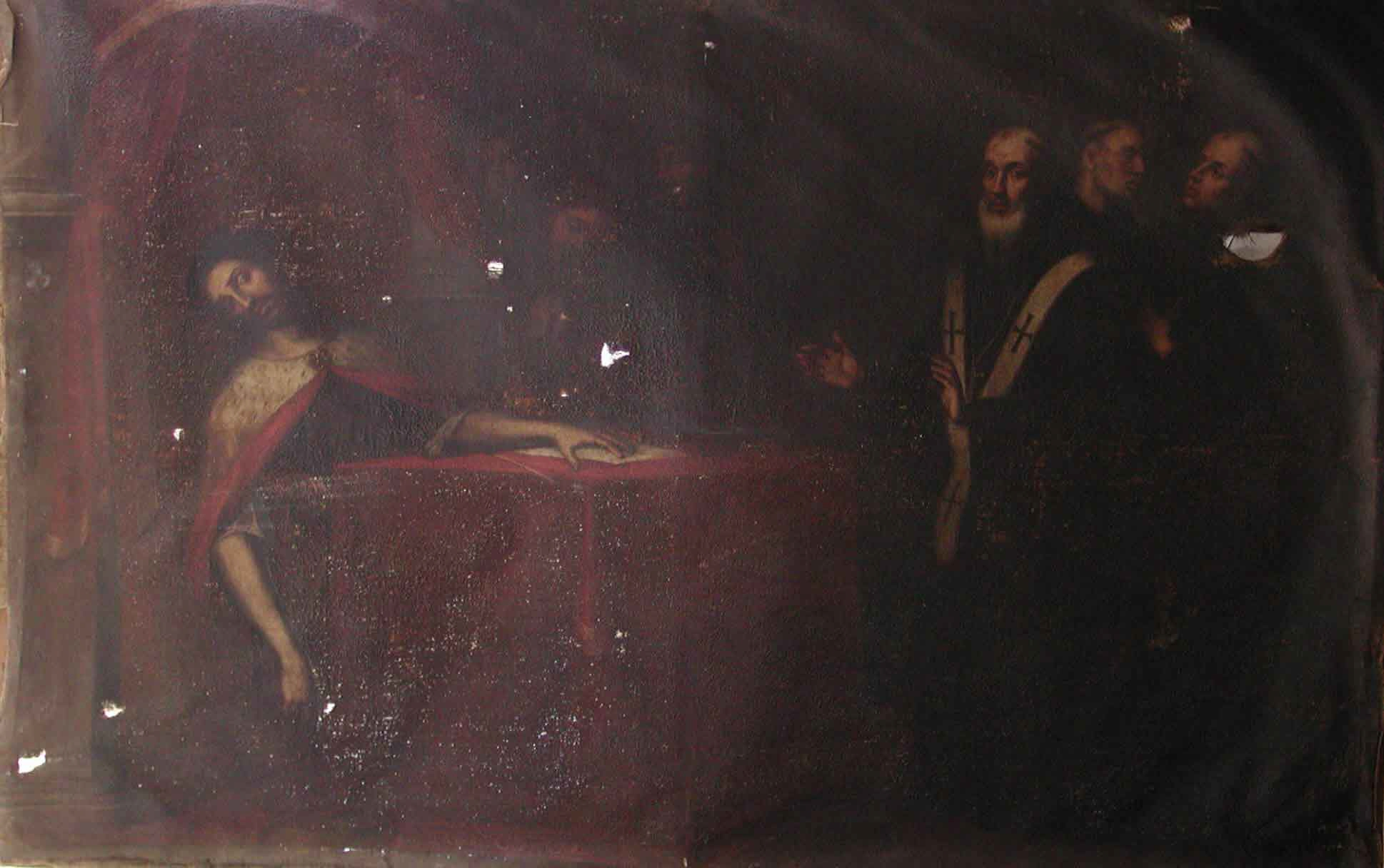
Pasaje de la vida de san Basilio, óleo sobre lienzo (208 x 324 cm.), Museo de Bellas Artes de Granada, procedente del monasterio de Nuestra Señora del Desierto.

Diego García Melgarejo (fl. 1658-1720), fue un pintor barroco español formado en Sevilla, donde se le cita entre los miembros de su Academia de dibujo después de 1666 y en 1673, trasladándose luego a Granada, ciudad en la que aparece establecido en 1688, llevando a ella el murillismo como humilde imitador del maestro según Enrique Valdivieso.
Hay constancia de su colaboración con Cornelio Schut, con quien compartía taller en 1658 en Sevilla, en la collación de San Nicolás, y a quien se ha atribuido el gran lienzo de los patronos de Cádiz, Santos Servando y Germán, conservado en las escaleras del consistorio de esta ciudad. La obra, documentada a nombre de Melgarejo y por la que cobró 1250 reales de vellón en 1685, aunque maltratada por el tiempo, permite apreciar la doble influencia de Murillo, en los pequeños ángeles que revoletean la escena, y del propio Schut, en las figuras de los santos, semejantes al San Firmo del flamenco en la catedral nueva de Cádiz.
De su etapa granadina, el lienzo de Las Dos Trinidades (Real Chancillería de Granada), junto con la colorista y amable Adoración de los pastores de la iglesia de San José son, quizá, los mejores ejemplos de la exportación de los modelos murillescos a aquella ciudad en las últimas décadas del siglo XVII.